# Kościół Świętego Alberta Chmielowskiego w Piotrkowie Trybunalskim
Kościół Świętego Alberta Chmielowskiego w Piotrkowie Trybunalskim – rzymskokatolicki kościół parafialny należący do parafii pod tym samym wezwaniem (dekanat sulejowski archidiecezji łódzkiej).
Jest to świątynia wzniesiona w latach 1997–2001 według projektu architektów Henryka Derewęda i Jacka Sokołowskiego. Budowla została konsekrowana w dniu 17 czerwca 2001 roku przez arcybiskupa Władysława Ziółka.
Do wyposażenia świątyni należą: Droga Krzyżowa w formie obrazów olejnych, organy elektroniczne, nagłośnienie.